# Euchlaenidia
Euchlaenidia is een geslacht van vlinders van de familie spinneruilen (Erebidae), uit de onderfamilie Arctiinae.

## Soorten
- E. brevifasciata Hering, 1925
- E. centralis Hering, 1925
- E. elegans Hering, 1925
- E. erconvalda Schaus, 1933
- E. horae Druce, 1885
- E. macallia Schaus, 1933
- E. monotona Hering, 1925
- E. neglecta Rothschild, 1910
- E. ockendeni Rothschild, 1910
- E. rhombifera Dognin, 1920
- E. tolimata Dognin, 1918
- E. transcisa Walker, 1854
- E. wirthi Schaus, 1933